# Megyn Kelly

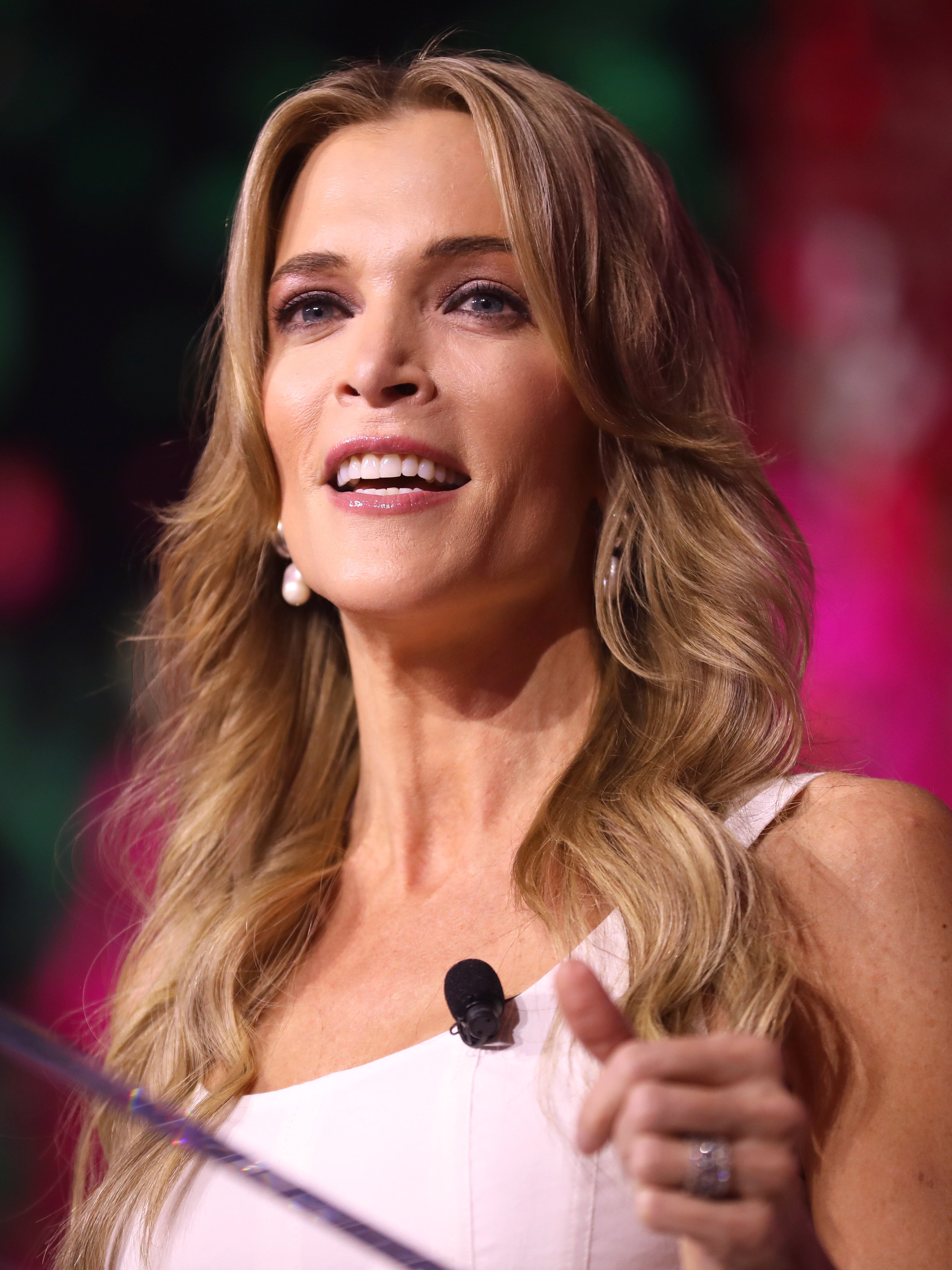
Megyn Kelly (2024)

Megyn Marie Kelly, zeitweise bekannt als Megyn Kendall (* 18. November 1970 in Syracuse, New York), ist eine US-amerikanische Journalistin und Fernsehmoderatorin. Sie war von 2004 bis 2017 für den Sender Fox News tätig. Von 2017 bis 2018 arbeitete sie für die National Broadcasting Company (NBC).

## Familie, Ausbildung und Beruf
Megyn Kelly ist die Tochter des Erziehungswissenschaftlers Edward Kelly, der an der SUNY University at Albany unterrichtete, und seiner Frau Linda, einer Hausfrau mit italienischen Vorfahren. Sie studierte an der Syracuse University Politikwissenschaft und erhielt 1995 den Juris Doctor an der Albany Law School. Fast zehn Jahre lang arbeitete sie als Wirtschaftsanwältin in Großkanzleien in New York City, Chicago und Washington, D.C. Kelly war von 2001 bis zu ihrer Scheidung 2006 mit einem Arzt verheiratet, dessen Nachnamen Kendall sie zu dieser Zeit trug. Seit März 2008 ist Kelly mit dem Autor und Unternehmer Douglas Brunt verheiratet. Sie haben drei Kinder. Kelly ist römisch-katholischer Konfession.

## Medienkarriere

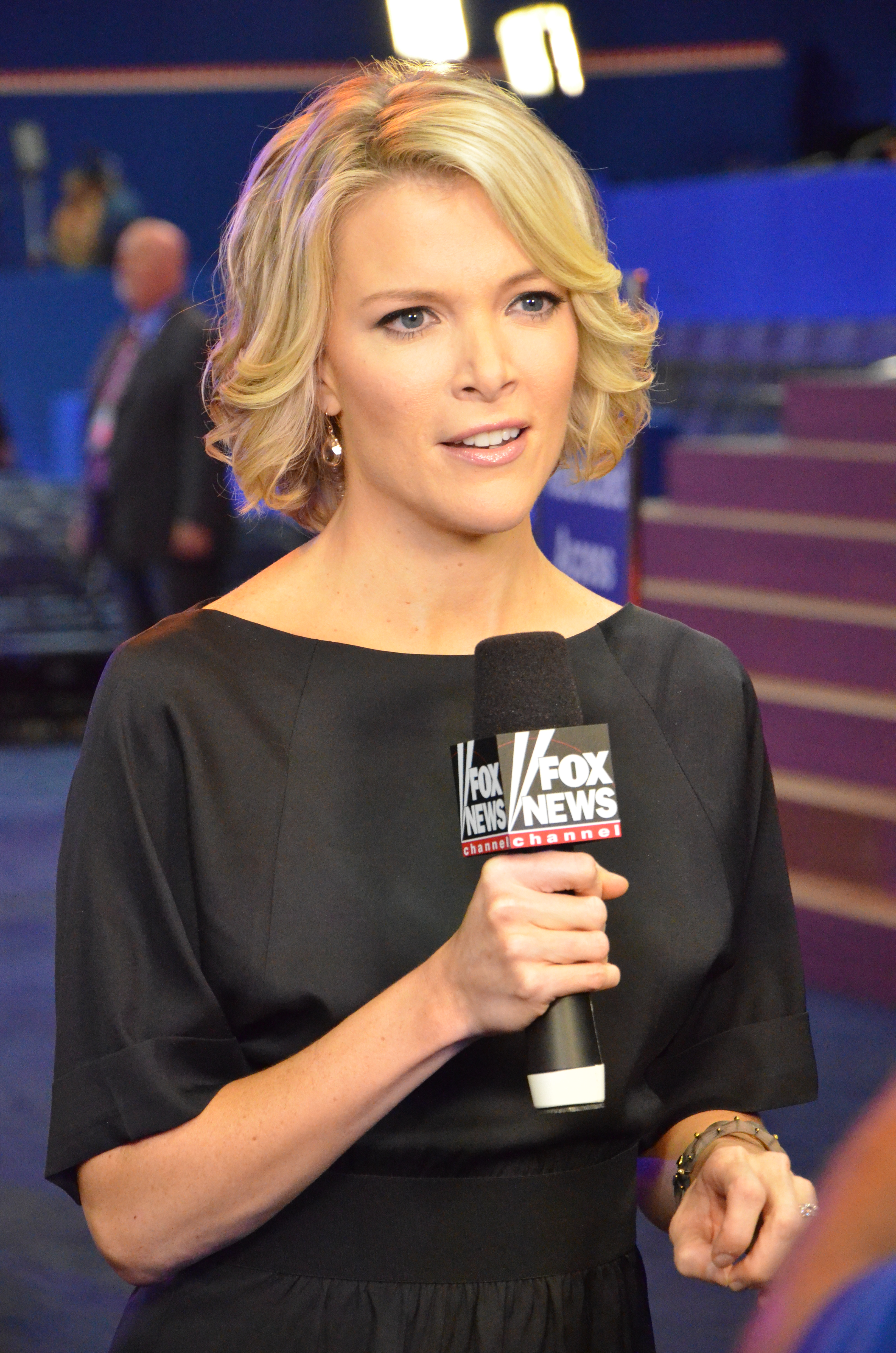
Megyn Kelly (2012)

Seit dem Ende ihrer Anwaltstätigkeit 2003 arbeitet Kelly als Journalistin. Zuerst war sie freie Reporterin für die zum Sender ABC gehörende Washingtoner Fernsehstation WJLA-TV, 2004 wechselte sie zum konservativen Nachrichtensender Fox News. Dort wurde Kelly zuerst als Gerichtsreporterin eingesetzt: Sie berichtete beispielsweise über den Tod von William Rehnquist, dem Vorsitzenden Richter des Supreme Court, und über die Anklage gegen Tom DeLay, den damaligen republikanischen Mehrheitsführer im Repräsentantenhaus.
Aufgrund ihrer Popularität beim Publikum erhielt Kelly eine eigene Rubrik in der Show von Brit Hume sowie eine eigene, samstags ausgestrahlte Sendung. Kelly moderierte zusammen mit Bill Hemmer die Nachrichtensendung America’s Newsroom, die Fox News werktags zwischen 9.00 und 11.00 Uhr (Ostküstenzeit) aus New York ausstrahlte. Die Washington Post weist in einem Artikel darauf hin, dass der Sender in America’s Newsroom geschickt mit den sexuellen Reizen der Moderatorin spielte, indem er sie in Kostümen moderieren ließ, die den Blick auf ihre langen Beine freigaben („Leggy Meggy“), und sie auf einen freistehenden Moderatorenstuhl setzte, der dem Publikum erlaubte, diese ohne ein die Sicht blockierendes Pult zu betrachten. Seit Oktober 2013 moderierte sie freitags von 21.00 bis 22.00 Uhr (Ostküstenzeit) im Anschluss an Bill O’Reillys bekannte Sendung The O’Reilly Factor ihre eigene Politiksendung The Kelly File, die aus Liveberichterstattung, Hintergrundberichten und Gesprächen zusammengesetzt war.
Auf dem Höhepunkt ihres Erfolges gab sie 2017 bekannt, zum Sender National Broadcasting Company (NBC) zu wechseln, bei dem sie eine neue eigene Show erhalte. Im September 2017 ging bei NBC Megyn Kelly Today auf Sendung; die Show, in der Kelly ausdrücklich keinen politischen Journalismus, sondern Unterhaltung bieten wollte, zog aber von Anfang an Kritik auf sich und hatte mit stetig sinkenden Einschaltquoten zu kämpfen. Ende Oktober 2018 gab NBC bekannt, die Sendung abzusetzen. Nach dem Ausscheiden bei NBC startete Kelly im September 2020 ihren eigenen Podcast The Megyn Kelly Show. Hier betätigt sie sich wieder als politische Kommentatorin für ein rechtskonservatives Publikum.

## Rezeption
Im Dezember 2013 löste Megyn Kelly eine öffentliche Diskussion in den USA aus, als sie in einer Sendung sagte, Jesus und Santa Claus seien definitiv „weiß“ gewesen. Ihre Stellungnahme war eine Reaktion auf ein Posting der Bloggerin Aisha Harris, die sich gegen eine einseitige Vorstellung des Weihnachtsmannes ausgesprochen hatte. Um das Kriterium der Hautfarbe zu umgehen, hatte Harris als Gedankenspiel vorgeschlagen, die Figur von einem Pinguin darstellen zu lassen. Mehrere Tage später beteuerte Kelly, sie habe nur einen „Witz“ gemacht und werde nun von Menschen angefeindet, die „den sehr mächtigen Fox News Channel“ hassten, keinen Spaß verstünden und „nur das Schlimmste von den Menschen annehmen“.
Im August 2015 geriet sie in der ersten Fernsehdebatte der republikanischen Vorwahlbewerber für die US-Präsidentschaft 2016 mit dem Kandidaten Donald Trump in Konflikt, indem sie seine früheren frauenfeindlichen Äußerungen thematisierte. Ihre Fragen, auf die Trump verstimmt reagierte, brachten ihr weltweite Beachtung ein. So erklärte sie der britische Guardian zur „eigentlichen Siegerin der Debatte“ und der Journalist Wolfram Weimer zur „Person der Woche“.
Neun Monate später söhnten sich Trump und Kelly bei einem Interview im Trump Tower aus. In der Dokumentation Der Aufstieg der Murdoch-Dynastie werden Hinweise von Jane Mayer, Hauptstadtkorrespondentin des The New Yorkers zitiert, dass Trump über den Angriff Kellys während der TV-Debatte am 6. August 2015 im Vorwahlkampf der Republikaner (Primary Debate veranstaltet durch Fox News und Facebook) von Roger Ailes, dem CEO von Fox News, ohne Wissen Kellys vorgewarnt wurde, um besonders schlagfertig und nicht engherzig zu wirken, mittels der Unerhörtheit von Kellys Vorwürfen die Quote zu erhöhen und die anderen Kandidaten farblos aussehen zu lassen.:20:30min ff. Der in der Dokumentation interviewte Berater Trumps, Stephen Bannon, sieht in dieser Schlagfertigkeit (Bannon: „Naturtalent“) einen Nachweis für Trumps besondere Eignung als Präsidentschaftskandidat und streitet das Durchstechen von Kellys Fragen an Trump ab.:21:37min ff.
Im Juli 2016 warf Kelly Roger Ailes vor, er habe sie sexuell belästigt.
Ailes’ Rechtsanwältin wies die Vorwürfe zurück. Einige Tage später trat Ailes, dem zuvor andere Frauen Ähnliches vorgeworfen hatten, zurück. Die Vorwürfe gegen Ailes führte Kelly später in ihrer Autobiographie weiter aus.
Im Oktober 2018 geriet Kelly in die Kritik, nachdem sie in ihrer Sendung Blackfacing verteidigt hatte. Sie entschuldigte sich kurz darauf und gab an, jetzt verstanden zu haben, dass Blackfacing als verletzend und rassistisch empfunden werde. Trotzdem entließ NBC sie kurz darauf.
Im 2019 veröffentlichten Filmdrama Bombshell – Das Ende des Schweigens wurde Kelly von Charlize Theron dargestellt.
Am 4. November 2024, einen Tag vor den Präsidentschaftswahlen 2024, unterstützte Kelly Donald Trump öffentlich auf einer Kundgebung in Pittsburgh. In ihrer Rede drückte sie ihre Unterstützung für seine Politik in Bezug auf Frauenrechte, Grenzsicherheit, Einwanderung und Transgender-Athleten im Frauensport aus und versicherte, dass er ein Beschützer der Frauen sein würde. Danach postete Kelly ein Selfie mit Trump auf X mit der Bildunterschrift „God bless him. Go vote for him!“.